# Другой мир: Пробуждение
«Другой мир: Пробуждение» (англ. Underworld: Awakening, иногда употребляется, как Другой мир 4: Пробуждение) — американский боевик-ужастик 2012 года, снятый Монсом Морлиндом и Бьорном Стейном. Это четвертая часть франшизы «Другой мир», в которой Кейт Бекинсейл повторяет свою роль Селены, к ней присоединились Тео Джеймс, Майкл Или и Индиа Эйсли. Съемки начались в марте 2011 года в Ванкувере, Британская Колумбия, а 20 января 2012 года фильм был выпущен в кинотеатрах Digital 3D, IMAX 3D и 2D и собрал 160 миллионов долларов по всему миру. За ним последовал Другой мир: Войны крови в 2016 году. Слоган фильма: «Месть проснулась».

## Сюжет
В начале фильма, действие которого происходит в Новом Свете, показывают кадры из предыдущих частей «Другого мира» и слышится рассказ Селин об их содержании.
В недалёком будущем существование ликанов и вампиров не является тайной. Люди борются и с теми, и с другими, проводят «зачистки». Причём борьба с нечистью освещается средствами массовой информации, а доктор Джейкоб Лейн дает интервью, касающиеся её особенностей.
Во время одной из зачисток спецназ находит в заброшенном городском здании Селин и вступает с ней в бой. Селин успевает выйти наружу и прорывается к пирсу, где её ждёт Майкл для того, чтобы вместе отплыть на корабле и скрыться ото всех. Но у пирса их ждёт засада и открывает огонь по вампирше и гибриду. В ходе перестрелки Майкла серьёзно ранят серебряным снарядом, и он падает в воду. Селин устремляется за ним. В воду попадает граната, которая, взорвавшись, разбрасывает Селин и Майкла в разные стороны.
Проходит время. Обнаженная Селин, будучи в раненом состоянии, пробуждается в морозильной камере, обозначенной как «Объект 1». Вампирша оказывается на свободе и видит свои вещи и труп человека в медицинской одежде. Придя в себя, она одевается и на глазах у доктора Лейна уходит из комнаты здания, которое оказалось лабораторией «Антиген», где её работники-ликаны пытаются найти вакцину с целью выявления иммунитета к серебру. Селин замечает работника лаборатории и убивает его, а затем идет по зданию, где царит суматоха. Она преодолевает сопротивление охраны и, разбивая окно и прыгая на крышу грузовика, уезжает. Водитель замечает Дельца Смерти и останавливает грузовик так, что Селин оказывается перед машиной. Он пытается убить вампиршу из пистолета, но сам погибает. Сама Селин пьет кровь убитого водителя, а затем забирает на заброшенном складе верхний плащ.
Селин возвращается на причал и обнаруживает пирс закрытым, охранник говорит ей, что пирс закрыт вот уже 12 лет. Селин пропадает из поля зрения охранника и идет по городу. Одновременно детектив Себастьян находит труп изуродованного человека и звонит кому-то по телефону, свидетелем чего является Селин, а затем встречается с доктором Лейном и получает фотографии с изображением Дельца Смерти от своего напарника.
Учёный Эдвард Вронски приходит к себе домой и тут же попадает в руки Селин. Вампирша выясняет, что её выпустил «Объект 2», который является гибридом. У них есть связь, и они могут видеть глазами друг друга на малом расстоянии. Учёный погибает, а Селин оказывается на улице. Случайно она видит глазами «Объекта 2», а также место, куда он спрятался от полиции. Она проникает в подземелье и преследует оборотней, а заодно и обнаруживает, что «Объект 2» — это маленькая девочка по имени Ева, которая оказывается её дочерью.
В подземелье, где она оказалась, осталось несколько ликанов. Избавиться от них Селин помогает Дэвид — один из оставшихся вампиров, который предпочитает сражаться, а не прятаться. Причём оказывается, что Дэвид следил за Селин, заметив её на месте с трупом изуродованного человека. Селин и Дэвид забирают с собой девочку и пытаются скрыться на фургоне, но ликаны преследуют их. Во время погони один из ликанов забирается внутрь фургона и кусает дочь Селин. Однако Ева принимает форму гибрида и в ярости разрывает голову оборотня напополам. Однако ей становится хуже, и Дэвид везёт мать и дочь в подземное убежище вампиров «Ковен», спрятанное возле городской плотины. Ковеном управляет отец Дэвида старый вампир по имени Томас, и он не рад нежданным гостям.
Девочке становится лучше после того, как доктор-вампирша Оливия дала ей свою кровь. Сама Ева обнаруживает запасы замороженной крови и общается с Томасом. Селин хочет уйти из логова, так как её там не рады видеть, причём она с болью в сердце вспоминает про своё расставание с Майклом, а затем общается с Дэвидом и Евой. Но в момент разговора между вампиршей и её дочерью на логово нападают ликаны. Дэвид и его последователи вступают в бой с оборотнями, а остальные вампиры во главе с Томасом прячутся.
Селин также вступает в бой и помогает Еве убить оборотня, а затем спасает Дэвида, получившего ранение в сражении. Дэвид уводит Еву, а Делец Смерти встречает ликана, превосходящего по размерам и силе всех остальных и невосприимчивого к серебру. В неравной схватке с оборотнем она теряет сознание. Придя в себя, она обнаруживает, что её дочь захвачена ликанами, а многие вампиры мертвы. Делец Смерти встречает немногих выживших вампиров, в том числе и Томаса, который потерял в живых своего сына. Однако она оживляет Дэвида, влив в его сердце своей крови, и уходит из Ковена.
Селин встречается на полицейской автостоянке с детективом Себастьяном и приставляет пистолет к его голове. Он проводит вампиршу в полицейский участок, где соглашается помочь ей. Одновременно сын доктора Лейна оборотень Куинт, который все это время следил за Селин, душит на глазах своего отца его же ассистентку Лиду, а сам доктор наблюдает за тем, как Ева пытается вырваться на свободу из запертой комнаты, которую постепенно заполняют неизвестным газом. Однако дочь Селин теряет сознание и работники лаборатории доставляют её к доктору для операции.
Детектив доставляет вампиршу к зданию лаборатории и дает ей наушник, чтобы держать связь. Селин преодолевает сопротивление охраны и проникает в здание лаборатории. Она устанавливает в месте, где расположен лифт, бомбы, которые затем взрывает, что попадает в поле зрения Себастьяна. Одновременно Куинт сообщает своему отцу о появлении в здании Дельца Смерти и Джейкоб Лейн пытается скрыться, забрав с собой Еву. Селин видит это, но ей приходится вступить в бой с охранниками-оборотнями. Сражаясь с ними, она обнаруживает ещё одну морозильную камеру, в которой находится Майкл. Она проделывает дыру в камере и вступает в бой с оборотнем, упав вместе с ним на дно проема, по которому ездят лифты. Оборотень погибает, но Селин чудом остается в живых после того, как Куинт обрушил на неё саму кабину лифта, перерезав тросы своими когтями.
В это время Еву грузят в фургон и пытаются увезти. Но детектив встает на пути доктора Лейна и простреливает шину фургона, а вовремя подоспевшая Селин опрокидывает его и убивает людей Джейкоба. Вампирша пытается освободить Еву, но на её пути встает Куинт в облике волка. Одновременно Лейн пытается остановить детектива, но Ева приходит в себя, освобождается от пут и становится гибридом. Доктор принимает облик волка и вступает в бой с дочерью Селин. Ева получает помощь в виде Дэвида, который ранит Лейна из ружья, а сам вступает в успешный бой с охранниками.
Дело заканчивается тем, что Ева убивает доктора, вырвав ему гортань с частью шеи. Одновременно Себастьян приходит в себя и уходит с парковки, а Селин одерживает победу над Куинтом. Вампирша бежит в сопровождении Дэвида и Евы к Майклу, но обнаруживает пустую морозильную камеру. Однако её дочь видит глазами Майкла, взобравшегося на крышу здания. Селин и её дочь в сопровождении с Дэвидом поднимаются вслед на вертолетную площадку, но потомка Александра Корвинуса там уже нет.
В эпилоге Селин с дочерью держатся за руки. Она говорит о том, что мир станет их. В этот момент пролетает вертолет мимо здания.

## В ролях
| Актёр              | Роль                                                                          |
| ------------------ | ----------------------------------------------------------------------------- |
| Кейт Бекинсэйл     | Селин Делец (Рыцарь / Вестник) Смерти / Гибрид штамма Корвинуса / Объект один |
| Стивен Ри          | доктор Джейкоб Лэйн                                                           |
| Майкл Или          | детектив Себастьян                                                            |
| Тео Джеймс         | Дэвид сын Томаса и Амелии                                                     |
| Индиа Айсли        | Ева Корвин / Объект два Гибрид                                                |
| Чарльз Дэнс        | Томас Старейшина вампиров, отец Дэвида и муж Амелии                           |
| Сандрин Холт       | Лида                                                                          |
| Кристен Холден-Рид | Куинт                                                                         |

Во время интервью Скотта Спидмена для «Shock Till You Drop» на вопрос, возобновит ли он свою роль Майкла Корвина, он ответил «Нет».
Эпизодические появления его персонажа в фильме реализованы с помощью заменяющих актёров и использования компьютерной графики. Создатели фильма не исключают появления Спидмена в пятой части франшизы.

## Производство
Четвертый фильм «Другой мир» находился в разработке с 2009 года, когда Лен Уайзман придумал сюжет для фильма. На самом деле это был первый оригинальный сиквел с Селеной в главной роли, поскольку изначально первые два фильма представляли собой один длинный сценарий. Сценарист Джон Хлавин был первым, кто написал сценарий по рассказу Уайзмана в том же году. В период с 2009 по 2011 год он претерпел множество переписываний и изменений другими сценаристами, в том числе теми, кто не указан в финальном фильме. Один из известных сценаристов, Дж. Майкл Стражински, написал свою версию в сентябре 2010 года, как раз в тот момент, когда Кейт Бекинсейл официально подписалась на главную роль в фильме. Сам Уайзман также внес некоторые изменения в сценарий перед началом съемок, иногда в одиночку или с другими сценаристами. В черновом варианте сценария за февраль 2011 года перечислены исправления, которые он сделал вместе с другим сценаристом, Эллисон Бернетт, которая ранее уже переписала сценарий самостоятельно.
Несмотря на то, что у фильма уже было несколько сценаристов и различные версии, основные съемки фильма начались без готового сценария в марте 2011 года в Университете Саймона Фрейзера в Ванкувере, Британская Колумбия. Из-за всех изменений, внесенных в сценарий, многие первые рекламные материалы были основаны на более ранней сюжетной линии, поэтому в них есть некоторые отличия. Например, Antigen изначально назывался BioCom, Селену посадили в тюрьму корпорации на 15 лет вместо 12, ее дочь изначально звали Нисса и ей было 14 лет вместо 11, а первоначальное название было бы Другой мир: Новый рассвет, хотя в августе 2011 года продюсер интервью Ричард Райт сказал, сколько разных субтитров было предложено и отброшено, включая «Другой мир: Новолуние» .
Монс Морлинд и Бьорн Штайн сказали в интервью, что, хотя сюжет фильма был хорош, никто не был «слишком доволен» сценарием. В то время как он постоянно менялся, его тон продолжал меняться от более «подмигивающего» с некоторым юмором и иронией к более серьезному, как в оригинальных фильмах. Морлинд и Штейн также в конечном итоге работали над переписыванием сценария вместе с Уайзманом, продюсером Гэри Луккези и еще одним новым сценаристом, но ни один из них не был указан в фильме.
Райт также упомянул, что по какой-то причине производство этого фильма было сложнее, чем других. Уайзмана, который в то же время работал над ремейком «Вспомнить все», часто вызывали на помощь, и иногда ему приходилось ночью переписывать сцену, которую собирались снимать на следующий день. Морлинд и Штейн также сказали, что весь финал не тот, который у них был изначально, когда началось производство, и как финал, который есть в фильме, был написан во время съемок, хотя они не сообщили подробностей о том, каким был первоначальный финал. Более ранние версии сценария также включали альтернативное начало, в котором криорезервуар Селены уничтожается каким-то сбежавшим мутировавшим ликаном, который затем преследовал ослабленную Селену по лаборатории, пока ей не удастся сбежать. Возможно, это было изменено из-за проблем, которые могла вызвать сцена при попытке убрать наготу. Затем Селена нашла медицинский халат, который она будет носить до конца фильма, пока не найдет наряд, очень похожий на ее старый, в вампирском шабаше Дэвида. Эта более поздняя часть этой сцены все еще сохранялась в пересмотренных набросках сценария в январе и феврале 2011 года, но в фильме это было изменено, поэтому ее первоначальный наряд хранится в той же комнате, где она находится. Сюжетная часть о корпорации, планирующей использовать Селену и Еву в качестве заводчиков супергибридов, также была исключена, и вместо этого в фильме они охотятся за ДНК Евы.
Незавершенный и постоянно меняющийся сценарий также вызвал некоторые проблемы у режиссера второго подразделения и супервайзера по визуальным эффектам Джеймса Маккуэйда, который не знал, как он должен был создавать ликанских существ в фильме. Некоторые раскадровки к фильму Мартина Бергквиста также показывают, как целые сцены, включая некоторые последовательности действий, были полностью спланированы, но в итоге были вырезаны.
Другой мир: Пробуждение — один из первых фильмов, снятых цифровыми камерами RED EPIC в формате 3D.

## Саундтрек фильма
Полный треклист саундтрека Underworld: Awakening. Выход диска состоялся 17 января 2012.
| №   | Название                                | Автор(ы)                        | Длительность |
| --- | --------------------------------------- | ------------------------------- | ------------ |
| 1.  | «Made Of Stone (Renholder Remix)»       | Evanescence                     | 3:34         |
| 2.  | «Heavy Prey»                            | Lacey Sturm (Flyleaf)           | 4:16         |
| 3.  | «Blackout (Renholder Remix)»            | Linkin Park                     | 4:41         |
| 4.  | «Apart (Renholder Remix)»               | The Cure                        | 6:40         |
| 5.  | «Killer & a Queen»                      | Stella Katsoudas                | 4:55         |
| 6.  | «Watch Yourself (Renholder Remix)»      | Ministry                        | 5:28         |
| 7.  | «Trip The Darkness (Ben Weinman Remix)» | Lacuna Coil                     | 3:15         |
| 8.  | «Young Blood (Renholder Remix)»         | The Naked and Famous            | 3:53         |
| 9.  | «It Rapes All In Its Path»              | Black Light Burns               | 5:53         |
| 10. | «The Posthumous Letter»                 | William Control                 | 4:04         |
| 11. | «How I’m I Supposed To Die»             | Civil Twilights                 | 3:19         |
| 12. | «Consolation Prize»                     | & Sons                          | 3:28         |
| 13. | «Liar»                                  | 8MM                             | 2:43         |
| 14. | «You Won’t See the Light»               | Ryan T. Hope                    | 3:53         |
| 15. | «Bottle of Pain»                        | Combichrist                     | 4:05         |
| 16. | «Intruder»                              | Collide                         | 4:37         |
| 17. | «Exit Wounds (Justin Lassen Remix)»     | Justin Lassen feat. Silent Fury | 4:03         |

## Театральная касса
Фильм собрал 25 миллионов долларов в прокате на первом месте в первые выходные 20–22 января 2012 года. В конечном итоге он собрал 62 миллиона долларов в Северной Америке и еще 97 миллионов долларов за рубежом, что составляет 160 миллионов долларов во всем мире, что делает его самым кассовым фильмом. во франшизе. Это также делает его первым фильмом 2012 года, который превысил отметку в 100 миллионов долларов.

## Критика
Фильм получил в целом негативные отзывы от кинокритиков. На сайте Rotten Tomatoes фильм имеет рейтинг 27 % на основе 71 рецензии со средним баллом 4,3 из 10. На сайте Metacritic фильм имеет оценку 39 из 100 на основе 17 рецензий критиков.
Сайт The Filtered Lens дал фильму негативный отзыв, в котором говорится: «если вы попытаетесь обратить внимание на сюжет, вы получите головную боль». Тем не менее, они отметили, что это самая страшная часть из серии фильмов.
Веб-сайт обзоров фильмов The Filtered Lens дал фильму отрицательную рецензию, сославшись на то, что «если вы попытаетесь обратить внимание на сюжет, у вас разболится голова». Тем не менее, они отметили, что действие было хорошо сделано, и сказали, что это было самое кровавое из серии. Кинокритик Крис Пандольфи положительно оценил фильм, особенно по сравнению с первыми двумя во франшизе, сказав: «Хотя он так же прочен, как пыль на ветру, я думаю, что он представляет собой то, чем сериал должен был быть с самого начала: эскапистское сверхъестественное. боевик, дающий нам право работать на автопилоте».